# 小児初期救急センター
小児初期救急センター（しょうにしょききゅうきゅうセンター）とは、崩壊寸前である小児救急を維持すべく地域の小児科医を集約し初期救急に対応する施設である。

## 概要
主に夜間・休日の急病に対応する。施設にもよるが内科系の疾患のみでけがや誤飲といった小児外科系の疾患には対応していないことが多い。概ね二次医療圏ごとに一つと言った割合で整備が進められている。名称は「広域こども急病センター」といったものも多い。

## 実例
大阪府箕面市にある「豊能広域こども急病センター」は日本で初めての小児初期救急センターであるが開設は2003年と比較的最近でこの施設制度がいかに新しいものかが分かる。同地域は日本国内でみてもかなり二次救急対応医療機関が多いがそれでも小児救急はうまくまわらず崩壊寸前であった。そこで策として同施設が設置された。同施設はいかに小児初期救急を集約することが二次病院数が多い、少ないを別としても有効であるかを証明し現在同種の施設の整備が日本全国で進められるきっかけっとなった。なお、小児初期救急センターより重症の小児救急患者のために三次救急医療機関として小児救命救急センターの整備が進んでいる。

## 診療の様子
診療は概ね通常の休日診療所と大差ないが医師は小児科医である場合が多い。また診療の結果重症と判断された患者は輸番の当番二次救急病院に後送される。検査機器類はほとんどそろっており概ねどんな検査も可能だが入院はできない。また救急医療機関であるため一部期間を除き薬の処方は一日分で翌日かならずかかりつけの医療機関などを受診するよう勧められる。
また救急車の受け入れもあきらかな初期救急適応の場合可能であることも多いがその場合後送が必要でないか医師の判断が出るまで救急隊が待機するルールになっていることもある。トリアージ制を導入しているところも多く診療順序が受け付け順にならないこともある。これは救急車搬送の場合も同じであることが多い。

## スタッフ
医師は医師会所属の開業医と大学病院等医師の多い医療機関の医師が共同で交代で出務する。看護師は専任の場合も出務の場合もある。薬剤師は薬剤師会からの出務であることが多い。

## 主な施設
- 豊能広域こども急病センター
- 阪神北広域こども急病センター
- 神戸こども初期急病センター
- 子ども初期救急診療所 - 世田谷区医師会
- 泉州北部小児初期救急広域センター
- 富士・東部小児初期救急医療センター
- 中津市立小児救急センター
- など